# Comissões Episcopais da Conferência Nacional dos Bispos do Brasil
A Conferência Nacional dos Bispos do Brasil (CNBB), a fim de organizar melhor os trabalhos pastorais da Igreja no Brasil, criou Comissões Episcopais, que visam o estudo e a manutenção das atividades teólogico-pastorais.

## Comissões Episcopais Pastorais e seus membros (2023-2027)
1. Comissão Episcopal Pastoral para os Ministérios Ordenados e a Vida Consagrada
- Dom Ângelo Ademir Mezzari – Presidente
- Membros  Dom  José Albuquerque de Araújo, Dom André Vital Félix da Silva  e Dom João Inácio Müller
- Sub-Comissão para Bispos Eméritos

2. Comissão Episcopal Pastoral para o Laicato
- Dom Giovane Pereira de Melo - Presidente
- Membros  Dom Roberto Francisco Ferrería Paz,  Dom  Gabriele Marchesi  e Dom  José Mário Scalon Angonese
- Setor Leigos
- Setor CEBs

3. Comissão Episcopal Pastoral para a Juventude
- Dom Vilsom Basso - Presidente
- Membros  Dom  Antônio de Assis Ribeiro e Dom Amilton Manoel da Silva

4. Comissão Episcopal Pastoral para a Ação Missionária e Cooperação Intereclesial
- Dom Maurício da Silva Jardim - Presidente
- Membros  Dom José Altevir da Silva,  Dom Giovanni Crippa  e Dom Adilson Pedro Busin

5.  Comissão Episcopal Pastoral para a Doutrina da Fé
- Dom Joel Portella Amado - Presidente
- Membros  Dom Leomar Antônio Brustollin,  Dom Pedro Cunha Cruz,  Dom Luiz Antônio Ricci e Dom Carlos Alberto Breis Pereira

6.  Comissão Episcopal Pastoral para a Animação Bíblico-Catequética
- Dom Leomar Antônio Brustolin – Presidente
- Membros  Dom Armando Bucciol e Dom Waldemar Passini Dalbello

7.  Comissão Episcopal Pastoral para a Liturgia
- Dom Hernaldo Pinto Farias - Presidente
- Membros  Dom Carlos Verzeletti  e Dom José Luiz Magela Delgado

8.  Comissão Episcopal Pastoral para o Ecumenismo e o Diálogo Inter-Religioso
- Dom Teodoro Mendes Tavares – Presidente
- Membros Dom Zanoni Demettino Castro

9.  Comissão Episcopal Pastoral para a Cultura e Educação
- Dom Gregório Ben Lamed Paixão – Presidente
- Membros  Dom Dimas Lara Barbosa , Dom Paulo Cezar Costa e Dom Vicente de Paula Ferreira
- Setor Educação
- Setor Universidades

10.  Comissão Episcopal Pastoral para a Vida e a Família
- Dom Bruno Elizeu Versari - Presidente
- Membros  Dom Armando Martín Gutierrez

11. Comissão Episcopal Pastoral para a Comunicação
- Dom Valdir José de Castro - Presidente
- Membros  Dom Edilson Soares Nobre e Dom Neri José Tondello

12. Comissão Episcopal Pastoral da Ação Sócio-Transformadora
- Dom José Valdeci Santos Mendes - Presidente

- Membros Dom José Luiz Ferreira Salles,  Dom José Ionilton Lisboa de Oliveira,  Dom José Reginaldo Andrietta, Dom Henrique Aparecido de Lima e  Dom Francisco Cota de Oliveira

## Comissão Episcopal Especial para a Amazônia
Membros 2023- atual:
- Dom Leonardo Ulrich Cardeal Steiner, OFM - Presidente

1. Dom Roque Paloschi
2. Dom Eavaristo Pascoal Spengler, OFM
3. Dom José Ionilton Lisboa de Oliveira, SDV - Secretário
4. irmã Maria Irene Lopes

## Delegado junto aoCELAM
- Dom Paulo Cezar Cardeal Costa

Suplente:
- Dom Orlando Brandes

## Comissão Episcopal Especial para a Missão Continental
Membros (2011-2014):
- Dom Murilo Krieger  - Presidente